# کلاینفلترزویل (پنسیلوانیا)
کلاینفلترزویل (به انگلیسی: Kleinfeltersville) یک منطقهٔ مسکونی در ایالات متحده آمریکا است که در پنسیلوانیا واقع شده‌است. کلاینفلترزویل ۱۷۷٫۰۹ متر بالاتر از سطح دریا واقع شده‌است.